# سامانتا سرونی
سامانتا سرونی (انگلیسی: Samantha Ceroni؛ زادهٔ ۲۶ فوریهٔ ۱۹۷۳) بازیکن فوتبال اهل ایتالیا است.
وی همچنین در تیم ملی فوتبال زنان ایتالیا بازی کرده‌است.